# Oreocharis cavaleriei
Oreocharis cavaleriei är en tvåhjärtbladig växtart som beskrevs av Augustin Abel Hector Léveillé. Oreocharis cavaleriei ingår i släktet Oreocharis och familjen Gesneriaceae. Inga underarter finns listade i Catalogue of Life.